# Michele I Rangabe
Michele I Rangabe (in greco Μιχαὴλ Ῥαγγαβέ?; 770 circa – Isola di Proti, 11 gennaio 844) era un nobiluomo che aveva sposato Procopia, figlia di Niceforo I il Logoteta, ed era stato curopalate nell'802. Divenne Basileus dei Romei in seguito all'abdicazione di Stauracio nell'ottobre 811.

## Regno

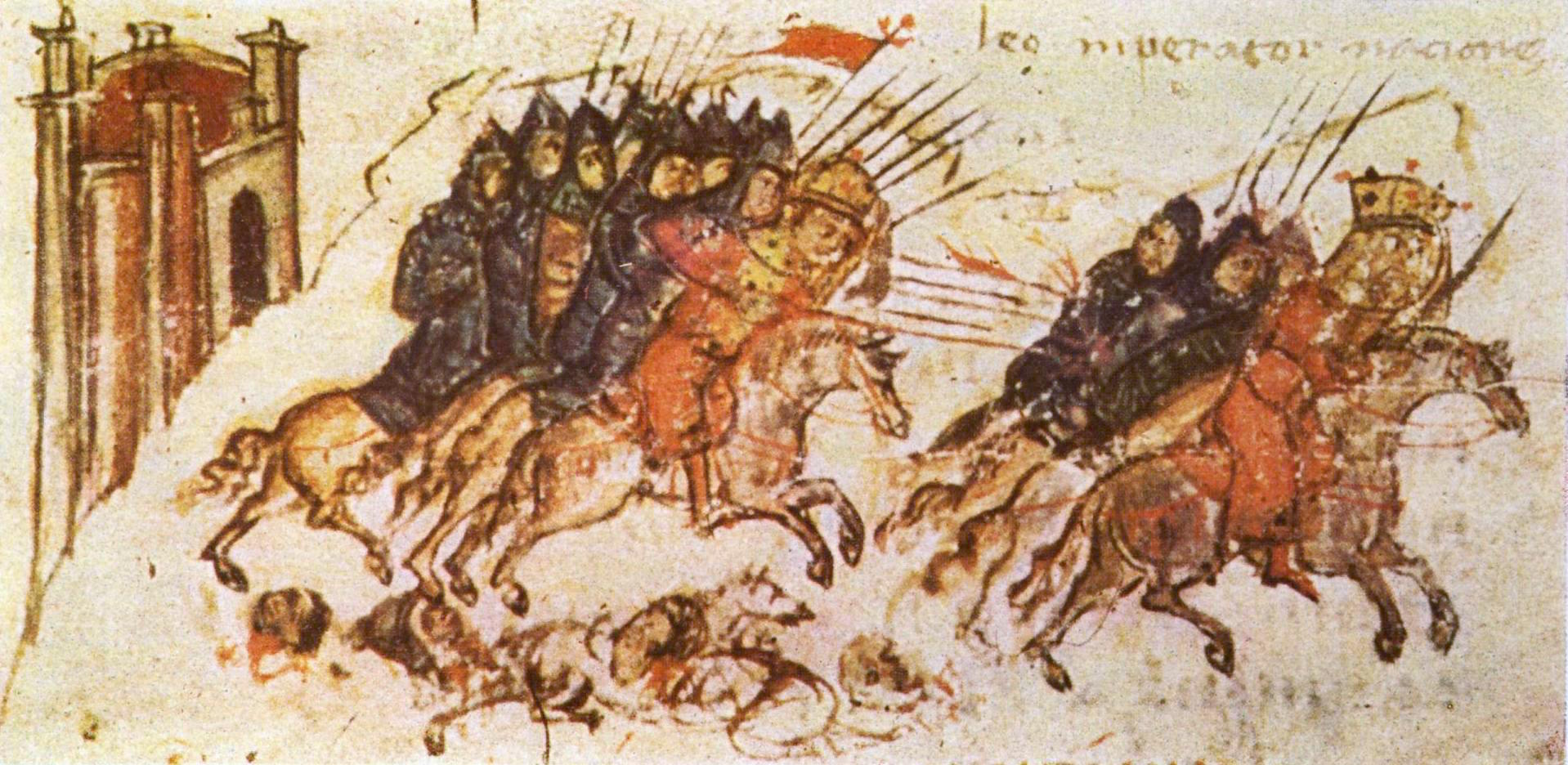
Michele I rappresentato sconfitto nella battaglia di Versinikia dell'813.

La biografia agiografica di Ignazio I redatta da Niceta David afferma che Michele I Rangabe era figlio di un patrizio di nome Teofilatto Rangabe.
Eletto con l'appoggio del partito ortodosso della Chiesa, Michele I perseguitò sistematicamente gli iconoclasti sulle frontiere settentrionali e occidentali dell'Impero, ma nel frattempo permise ai Bulgari di depredare gran parte della Macedonia e della Tracia.
Nell'812 l'imperatore Michele I riconobbe l'impero carolingio come stato sovrano, con gli stessi diritti dell'impero bizantino, accettandone anche l'estensione territoriale: grazie a tale concessione riannetté Venezia all'Impero bizantino. Tuttavia rifiutò di riconoscere il sovrano quale "imperatore dei Romani", titolo che riteneva spettasse esclusivamente ai legittimi regnanti di Costantinopoli.
Entrato in guerra con i Bulgari nella primavera dell'813, malgrado alcuni iniziali successi venne sconfitto nella battaglia di Versinikia: al seguito di questa sconfitta, non sentendosi più gradito e intuendo che la corte e l'esercito volessero elevare alla porpora Leone l'Armeno, Michele I decise di abdicare in favore di Leone ed evitare potenziali cospirazioni o complotti che mettessero a repentaglio la sua vita.
Malgrado l'abdicazione, non riuscì ad evitare che i suoi figli venissero castrati dagli avversari politici, i quali si assicuravano in questo modo non solo la totale sconfitta di Michele ma anche quella dei suoi figli, poiché eunuchi non avrebbero potuto ripresentarsi in futuro in qualità di pretendenti al trono. La castrazione era una pratica politica consueta nell'impero bizantino per mettere fuori dai giochi gli avversari.
Dopo l'abdicazione, Michele decise di trascorrere il resto della sua vita come monaco presso l'isola di Proti, sotto il nome di Athanasios. Ivi morì l'11 gennaio dell'844.

## Discendenza
Michele I ebbe dalla moglie Procopia cinque figli:
- Teofilatto, co-imperatore dall'812 all'814
- Stauracio
- Niketas, successivamente patriarca di Costantinopoli con il nome di Ignazio I
- Georgo
- Theophano

## Galleria d'immagini

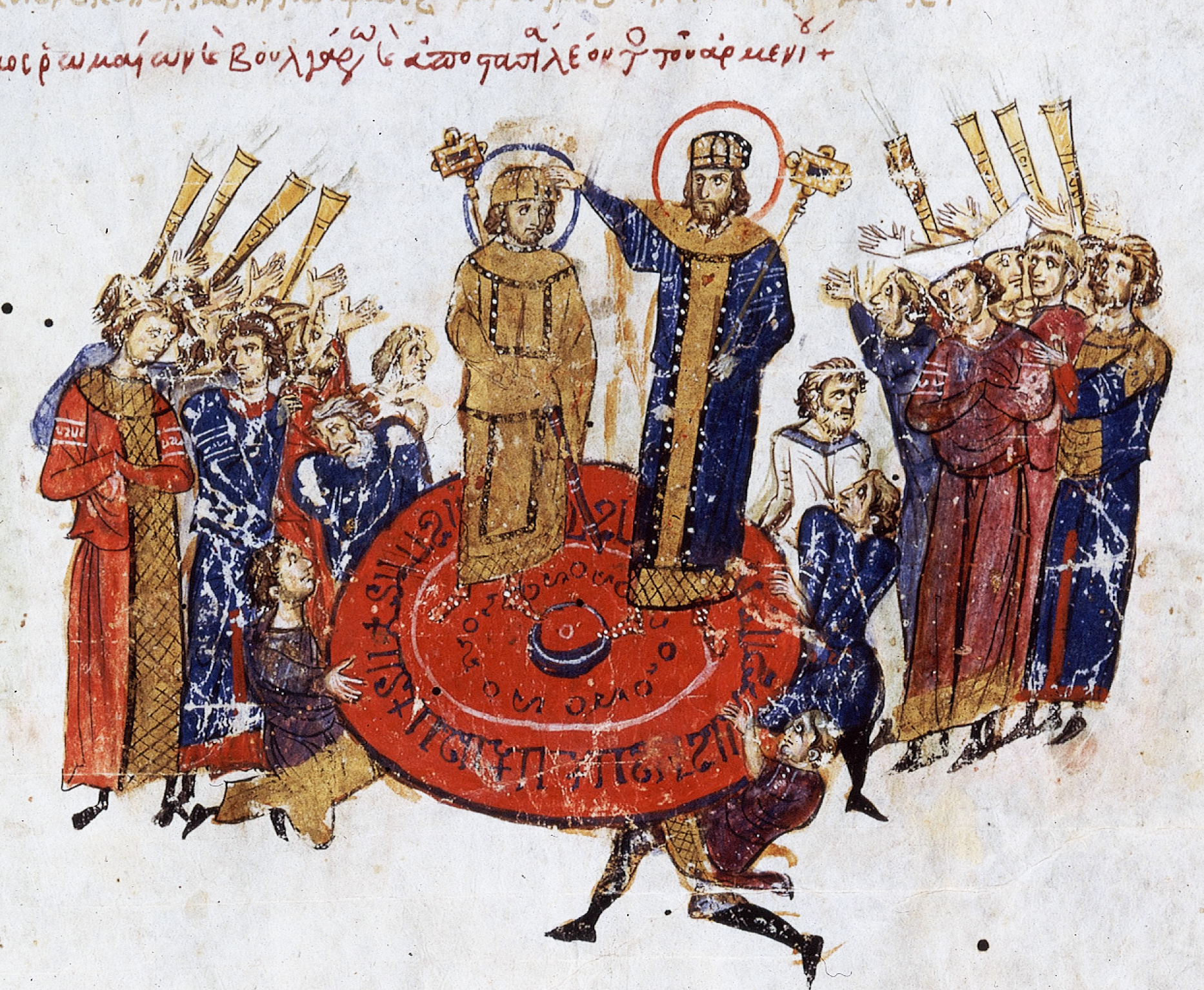
L'incoronazione di Michele I, in una miniatura di Giovanni Scilitze.
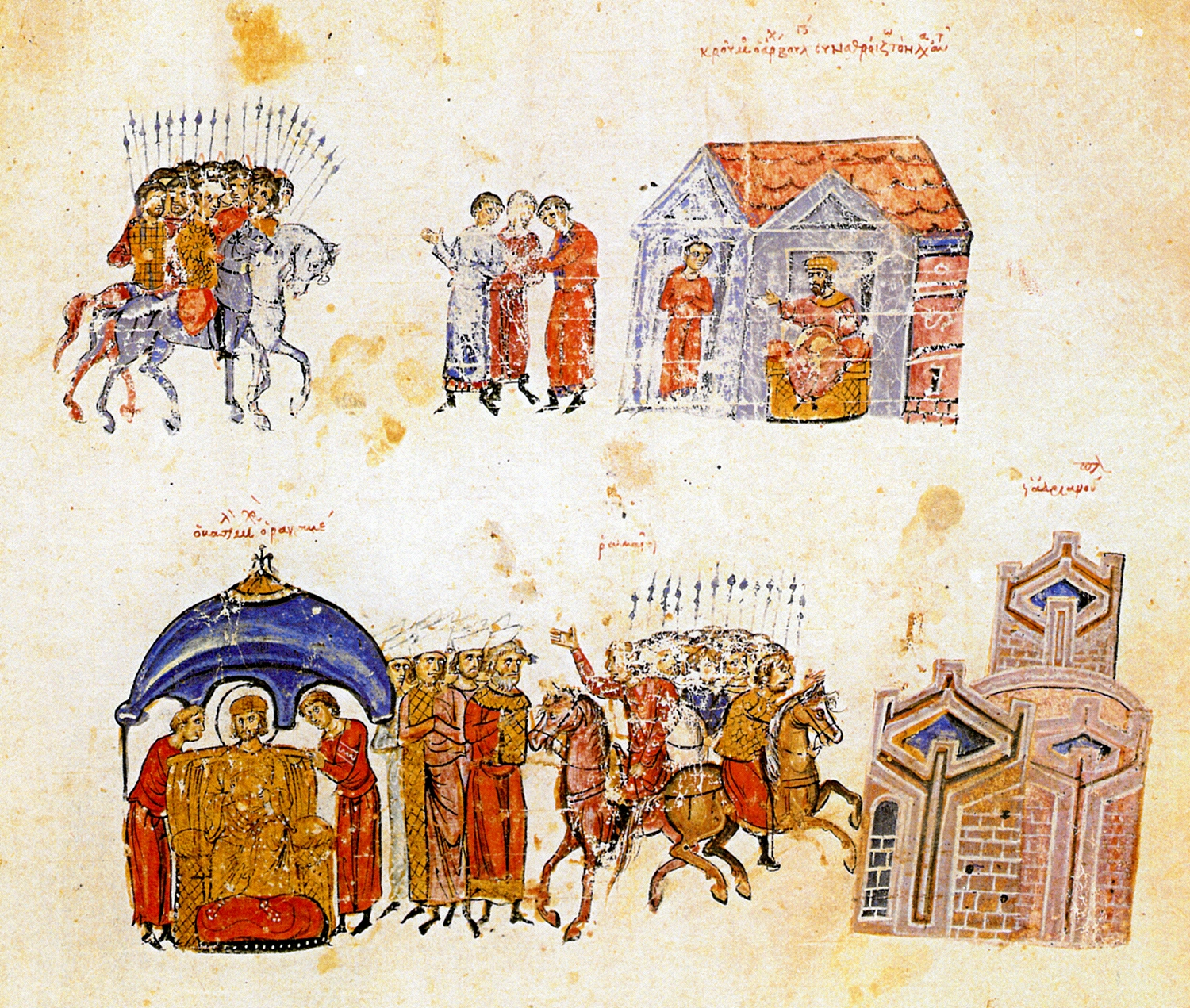
Kurum e Michele I, si preparano per la battaglia, in una miniatura di Giovanni Scilitze.